# North Creek (Nueva York)
North Creek es un lugar designado por el censo ubicado en el condado de Warren en el estado estadounidense de Nueva York. En el año 2010 tenía una población de 616 habitantes.

## Geografía
North Creek se encuentra ubicado en las coordenadas 43°41′42.04″N 73°59′3.37″O / 43.6950111, -73.9842694.